# 象設計集団
象設計集団（ぞうせっけいしゅうだん）は、日本のアトリエ系建築設計事務所。1971年（昭和46年）、吉阪隆正の下にいた大竹康市と樋口裕康、富田玲子、重村力、有村桂子の5名によって発足された。1981年（昭和56年）には沖縄県名護市の名護市庁舎で日本建築学会賞を受賞した。

## 沿革
- 1971年（昭和46年） - 結成。

### 受賞
- 1977年（昭和52年） - 芸術選奨文部大臣新人賞美術部門を受賞。
- 1981年（昭和56年） - 名護市庁舎で日本建築学会賞作品賞を受賞。
- 1994年（平成6年） - 縄文真脇温泉でいしかわ県景観賞大賞を受賞。
- 2001年（平成13年） - 多治見市立多治見中学校で岐阜県二十一世紀ふるさとづくり芸術賞最優秀賞を受賞。
- 2004年（平成16年） - 石川県九谷焼美術館と古九谷の杜親水公園でいしかわ景観賞を受賞。
- 2008年（平成20年） - 宮代町のコミュニティセンター進修館で日本建築家協会25年賞を受賞。
- 2009年（平成21年） - 津山洋学資料館で日本建築家協会JIA中国建築大賞を受賞。
- 2010年（平成22年） - 名護市庁舎で日本建築家協会25年賞を受賞。

## 事務所
事務所の変遷
- 麹町のマンション　1971年-1972年
- 早稲田の2階建てプレファブ小屋　1972年-1977年
- 歌舞伎町の3階建て元予備校校舎　1977年-1979年
- 中落合の2階建て民家　1979年-1982年
- 高円寺の雑居ビル3階と4階　1982年-1983年
- 東中野　-1990年
- 台湾事務所　1988年-
- 十勝の廃校　1990年-
- 東京事務所　1994年-
- 東京事務所（世田谷区）　2001年-

## 主な作品
| 建造物名                                          | 年                 | 所在地         | 状態     | 備考                                          |
| ------------------------------------------------- | ------------------ | -------------- | -------- | --------------------------------------------- |
| 今帰仁村中央公民館                                | 1975年（昭和50年） | 沖縄県今帰仁村 |          | 1977年芸術選奨文部大臣新人賞                  |
| 小牧市立図書館                                    | 1978年（昭和53年） | 愛知県小牧市   | 現存せず |                                               |
| PL教団仙台中央教会                                | 1980年（昭和55年） | 宮城県仙台市   |          |                                               |
| 宮代町立コミュニティセンター進修館                | 1980年（昭和55年） | 埼玉県宮代町   |          | 2008年日本建築家協会25年賞                    |
| 錦グリーンパレス                                  | 1980年（昭和55年） | 山口県岩国市   |          |                                               |
| 名護市庁舎                                        | 1981年（昭和56年） | 沖縄県名護市   |          | 2010年日本建築家協会25年賞                    |
| 宮代町立笠原小学校                                | 1982年（昭和57年） | 埼玉県宮代町   |          |                                               |
| 安佐町農協町民センター                            | 1985年（昭和60年） | 広島県広島市   |          |                                               |
| 用賀プロムナード                                  | 1986年（昭和61年） | 東京都世田谷区 |          |                                               |
| 磯子アベニュー                                    | 1987年（昭和62年） | 神奈川県横浜市 |          |                                               |
| 昭和記念公園こどもの森 インフォメーションセンター | 1987年（昭和62年） | 東京都立川市   |          |                                               |
| 東京多摩学園                                      | 1988年（昭和63年） | 東京都奥多摩町 |          |                                               |
| アルバート・カーン庭園                            | 1990年（平成2年）  | ・パリ郊外     |          |                                               |
| 由布院美術館                                      | 1991年（平成3年）  | 大分県由布市   |          |                                               |
| 球磨工業高校                                      | 1991年（平成3年）  | 熊本都人吉市   |          |                                               |
| オーチャードヴィレッジ・フフ                      | 1992年（平成4年）  | 山梨県山梨市   |          |                                               |
| 冬山河親水公園                                    | 1993年（平成5年）  | 台湾・宜蘭県   |          |                                               |
| 縄文真脇温泉                                      | 1993年（平成5年）  | 石川県能登町   |          | 1994年いしかわ県景観賞大賞                    |
| かんなべ湯の森 ゆとろぎ                           | 1994年（平成6年）  | 兵庫県豊岡市   | 現存せず |                                               |
| 北海道ホテル                                      | 1995年（平成7年）  | 北海道帯広市   |          |                                               |
| 森の交流館・十勝                                  | 1996年（平成8年）  | 北海道帯広市   |          |                                               |
| 宜蘭縣庁舎                                        | 1997年（平成9年）  | 台湾宜蘭県     |          |                                               |
| 北海道立釧路芸術館                                | 1998年（平成10年） | 北海道釧路市   |          |                                               |
| 高橋建設社屋                                      | 1998年（平成10年） | 北海道帯広市   |          |                                               |
| 広島市立矢野南小学校                              | 1998年（平成10年） | 広島県広島市   |          |                                               |
| 温泉療養文化館 御前湯                             | 1998年（平成10年） | 大分県竹田市   |          |                                               |
| 特養老人ホーム清遊の家、うらら保育園              | 1998年（平成10年） | 東京都葛飾区   |          |                                               |
| 温泉療養文化館 御前湯                             | 1998年（平成10年） | 大分県直入町   |          |                                               |
| 特養老人ホーム武蔵野市親の家                      | 2001年（平成13年） | 東京都武蔵野市 |          |                                               |
| 多治見市立多治見中学校                            | 2001年（平成13年） | 岐阜県多治見市 |          | 岐阜県二十一世紀ふるさとづくり 芸術賞最優秀賞 |
| 宇川温泉 よし野の里                               | 2001年（平成13年） | 京都府京丹後市 |          |                                               |
| 石川県九谷焼美術館、古九谷の杜親水公園            | 2001年（平成13年） | 石川県加賀市   |          | 2004年いしかわ景観賞                          |
| 富山妙子邸                                        |                    |                |          |                                               |
| 女たちの戦争と平和資料館内装                      | 2005年（平成17年） | 東京都新宿区   |          |                                               |
| 津山洋学資料館                                    | 2009年（平成21年） | 岡山県津山市   |          | 日本建築家協会JIA中国建築大賞                 |
| 音更町火葬場                                      | 2012年（平成24年） | 北海道音更町   |          |                                               |

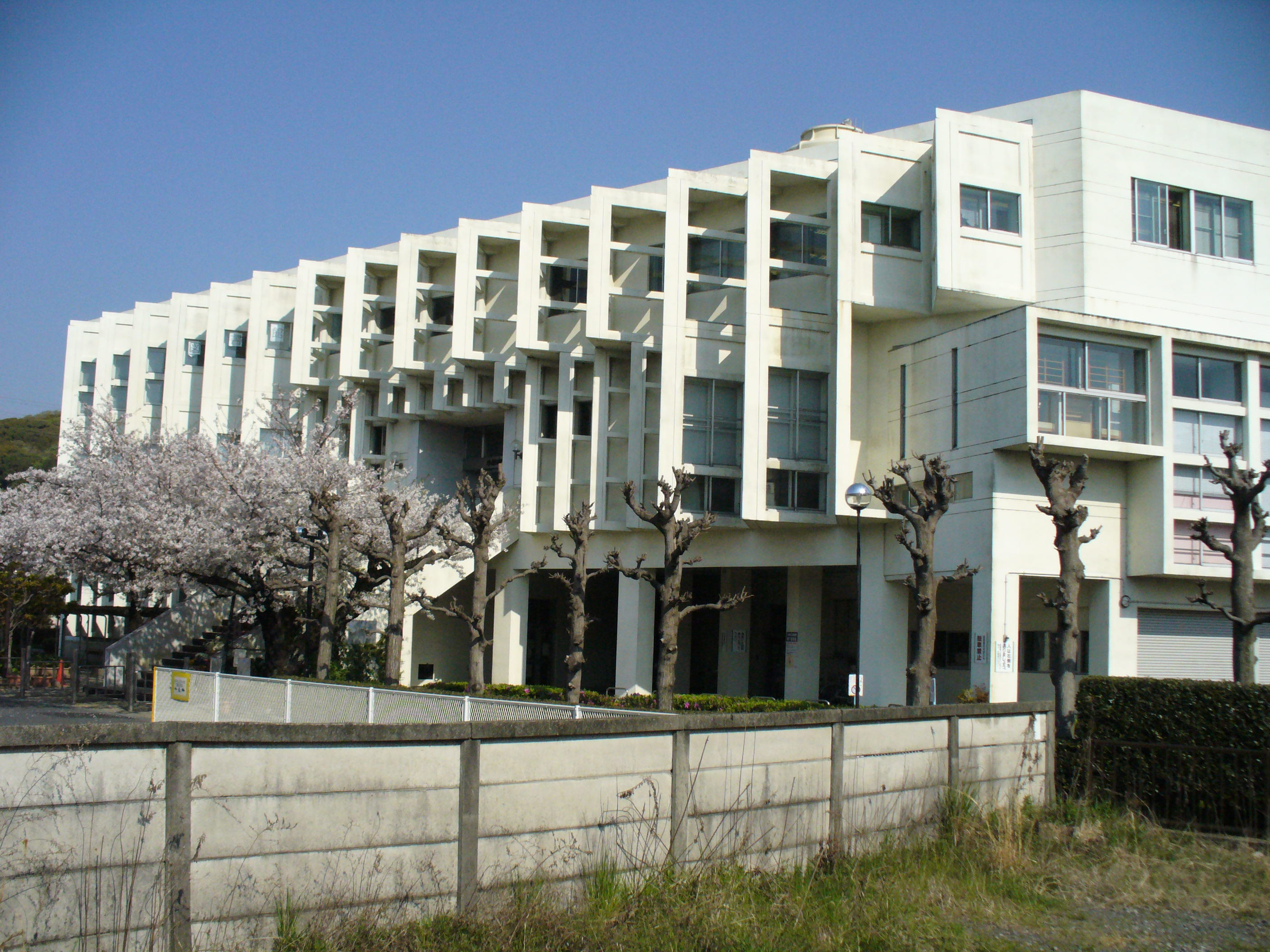
小牧市立図書館（愛知県小牧市）
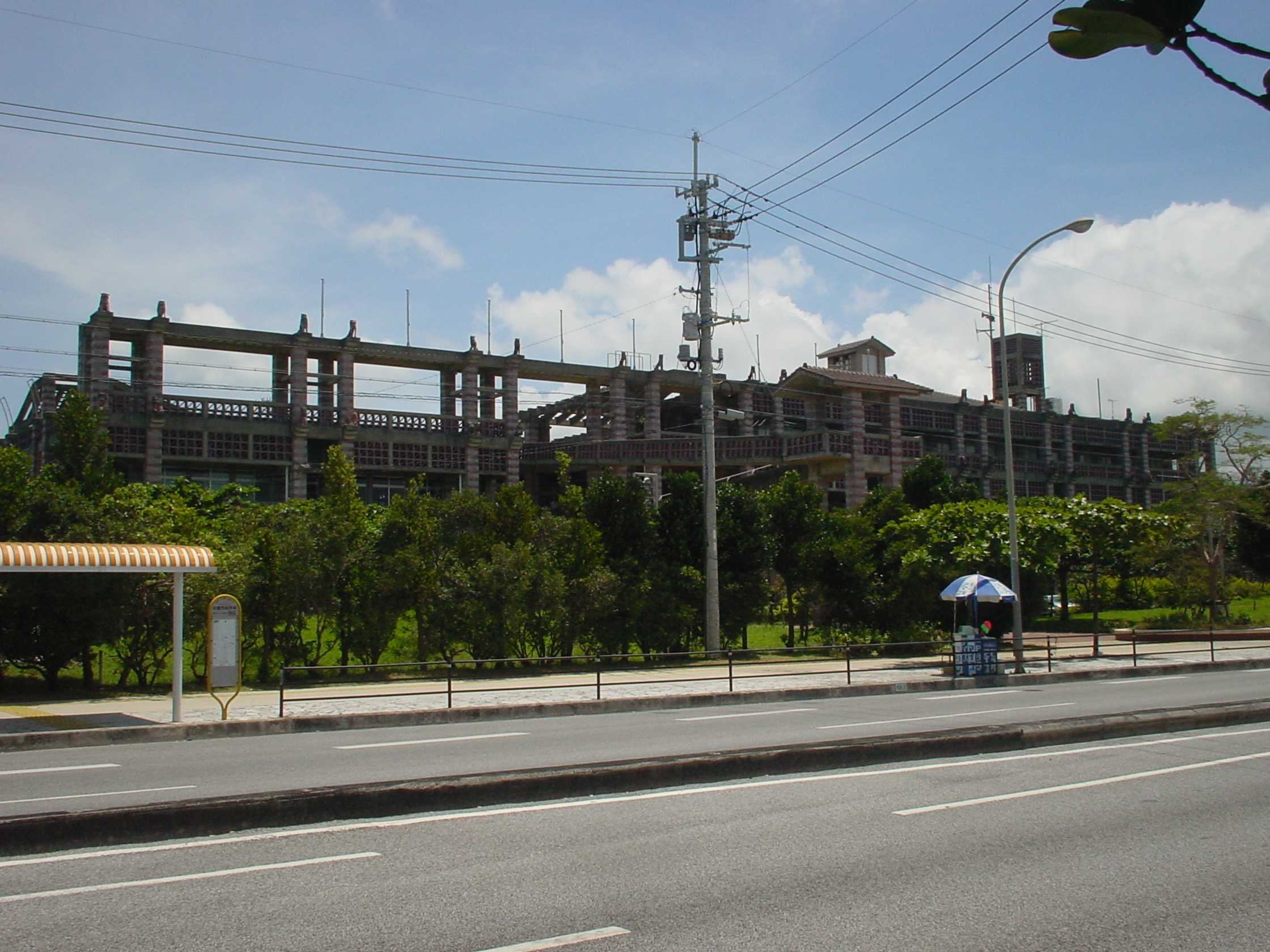
名護市庁舎（沖縄県名護市）
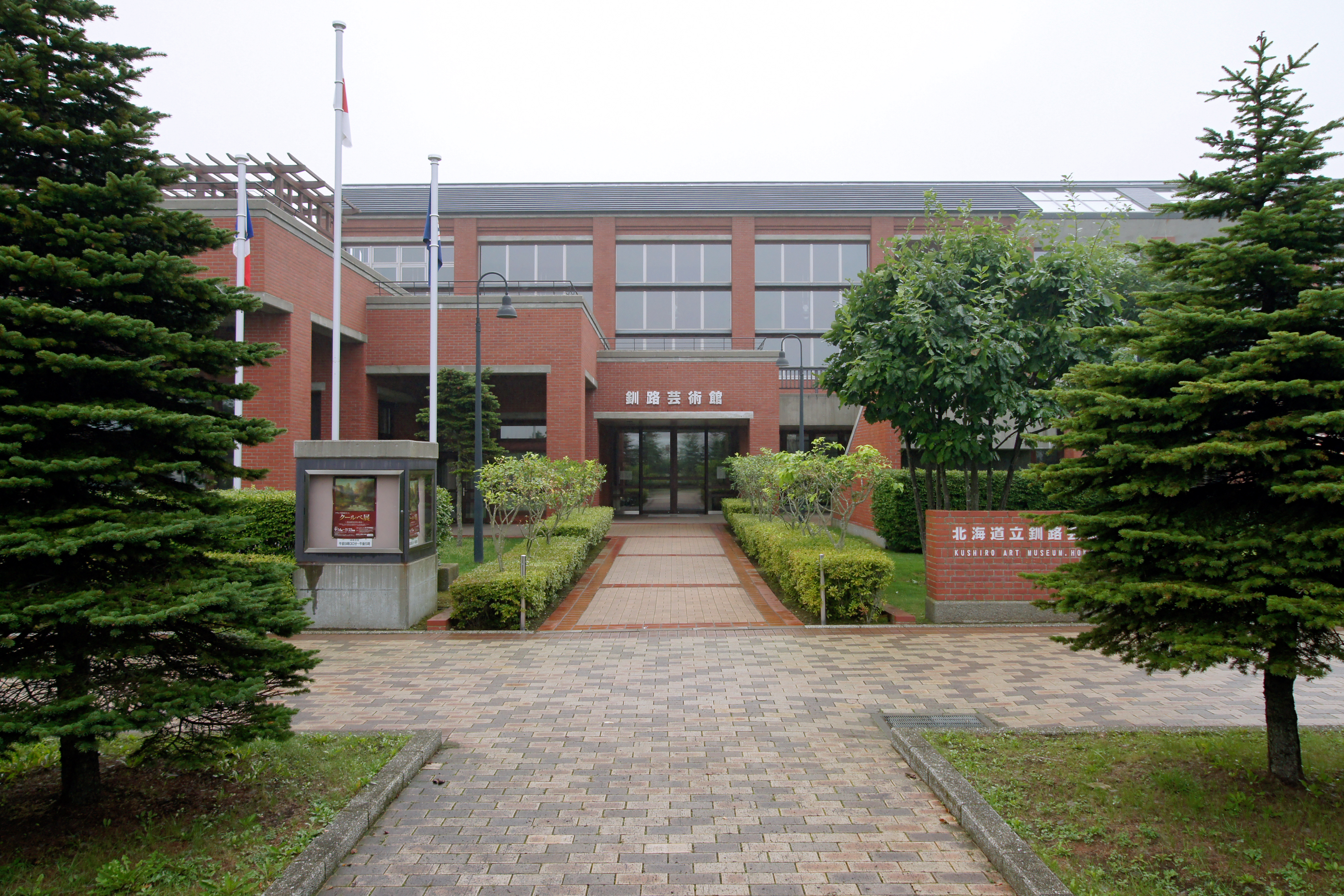
北海道立釧路芸術館（北海道釧路市）
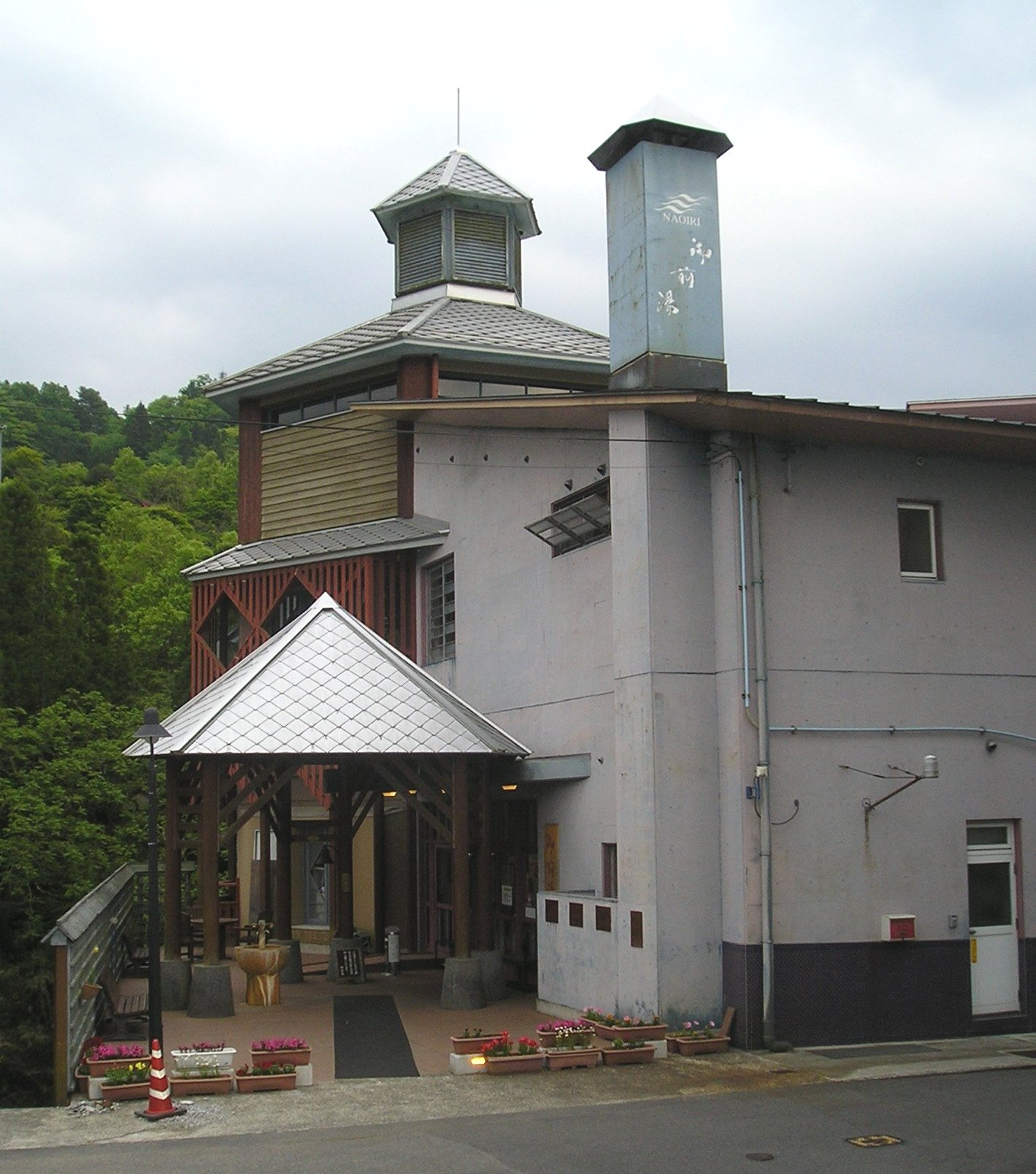
温泉療養文化館 御前湯（大分県直入町）
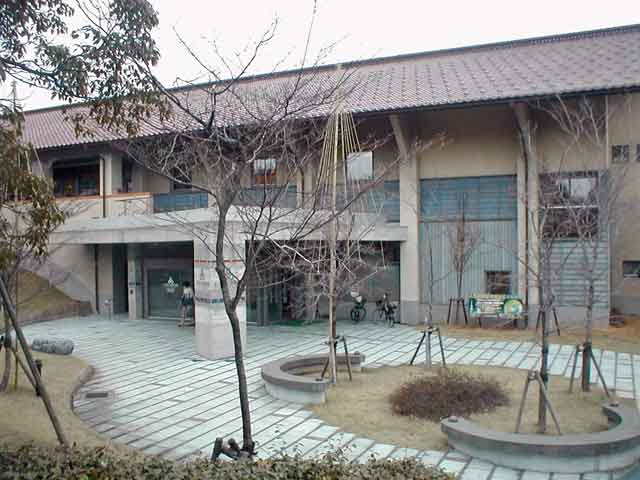
石川県九谷焼美術館（石川県加賀市）

## 書籍
- 『象設計集団—Atelier Zo』鹿島出版会
- 『空間に恋して～象設計集団のいろはカルタ』工作舎 ISBN 4-87502-383-9